# سیارک ۲۳۹۷۵
سیارک ۲۳۹۷۵ (به انگلیسی: 23975 Akran، نامگذاری:1999CU81) بیست و سه هزار و نهصد و هفتاد و پنجمین سیارک کشف شده‌است که در ۱۲ فوریه ۱۹۹۹ کشف شد.
قدر مطلق سیارک برابر ۱۰.۷ است.